# Vila do Porto
Vila do Porto ([ˈvilɐ ðu ˈpoɾtu] ) ist eine Kleinstadt (Vila) auf der zu Portugal gehörenden Insel Santa Maria (Azoren) mit 3011 Einwohnern (Stand 19. April 2021).

## Geschichte
Vila do Porto ist die älteste Stadt der Azoren. 1432 wurde mit der Landung eines Angehörigen des Christusritterordens die Insel Santa Maria durch die Portugiesen in Besitz genommen. Ab 1439 begann die Besiedlung; 1472 wurden der Ortschaft die Stadtrechte verliehen.

## Öffentliche Einrichtungen
In Vila do Porto gibt es eine Primarschule, eine Realschule, ein Gymnasium und eine Kirche. Außerdem existiert seit einigen Jahren auch ein Gesundheitszentrum (Krankenhaus mit ambulanter und stationärer Versorgung). 2008 wurde der Hafen mit einem Yachtenbereich erweitert. Nordwestlich der Stadt liegt der 1944 als Militärbasis angelegte Flughafen der Insel Santa Maria.

## Sehenswürdigkeiten
Über dem Hafen steht auf einer Anhöhe das Fort São Brás. Die Hauptkirche ist die Pfarrkirche Igreja Matriz Nossa Senhora da Assuncao. Sie wurde im 16. Jahrhundert erbaut und gehört damit zu den ältesten Kirchen auf den Azoren. Nach einem Großfeuer im Jahr 1832 wurde sie wieder aufgebaut.

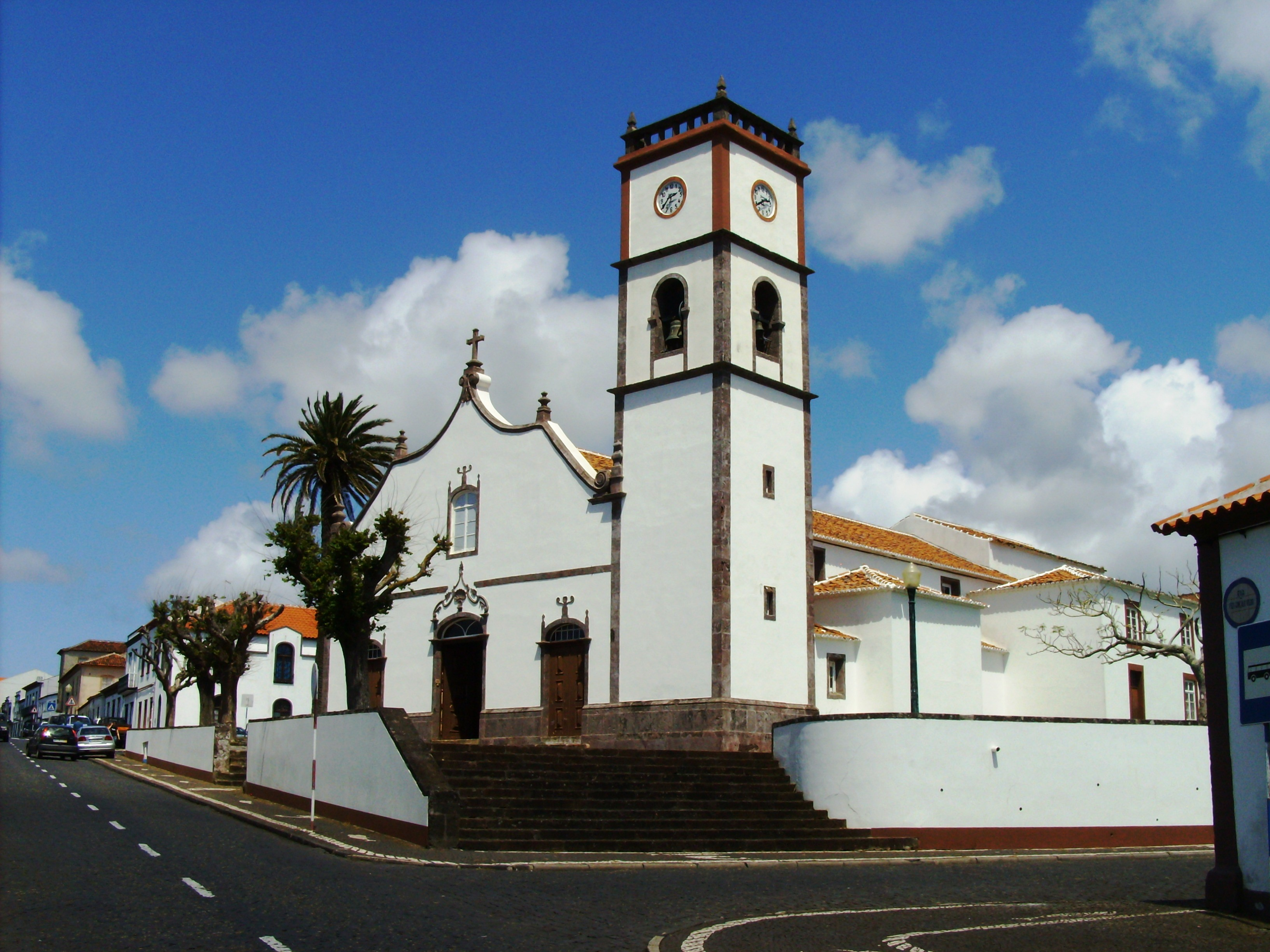
Igreja Matriz Nossa Senhora da Assuncao
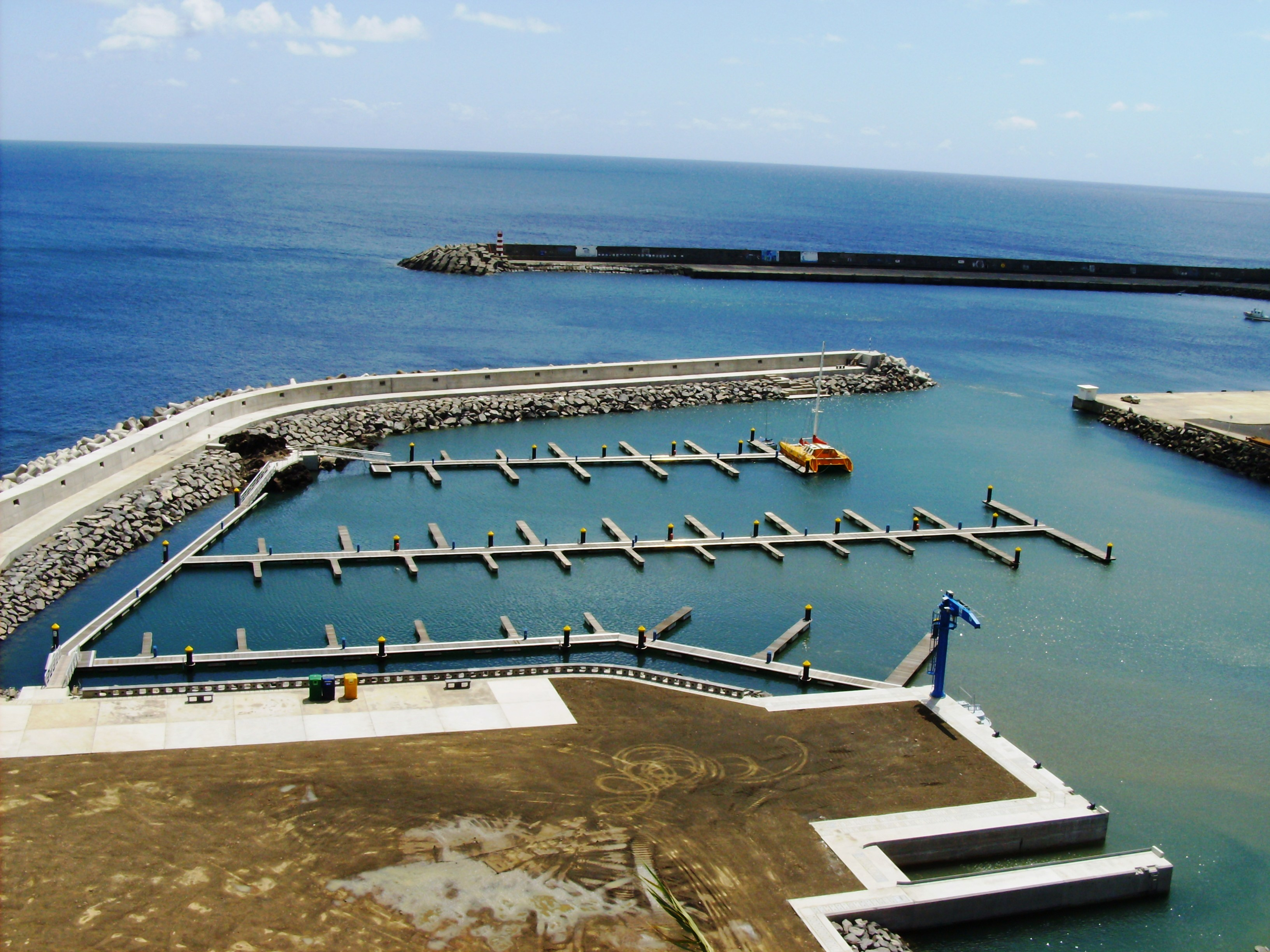
Der Hafen
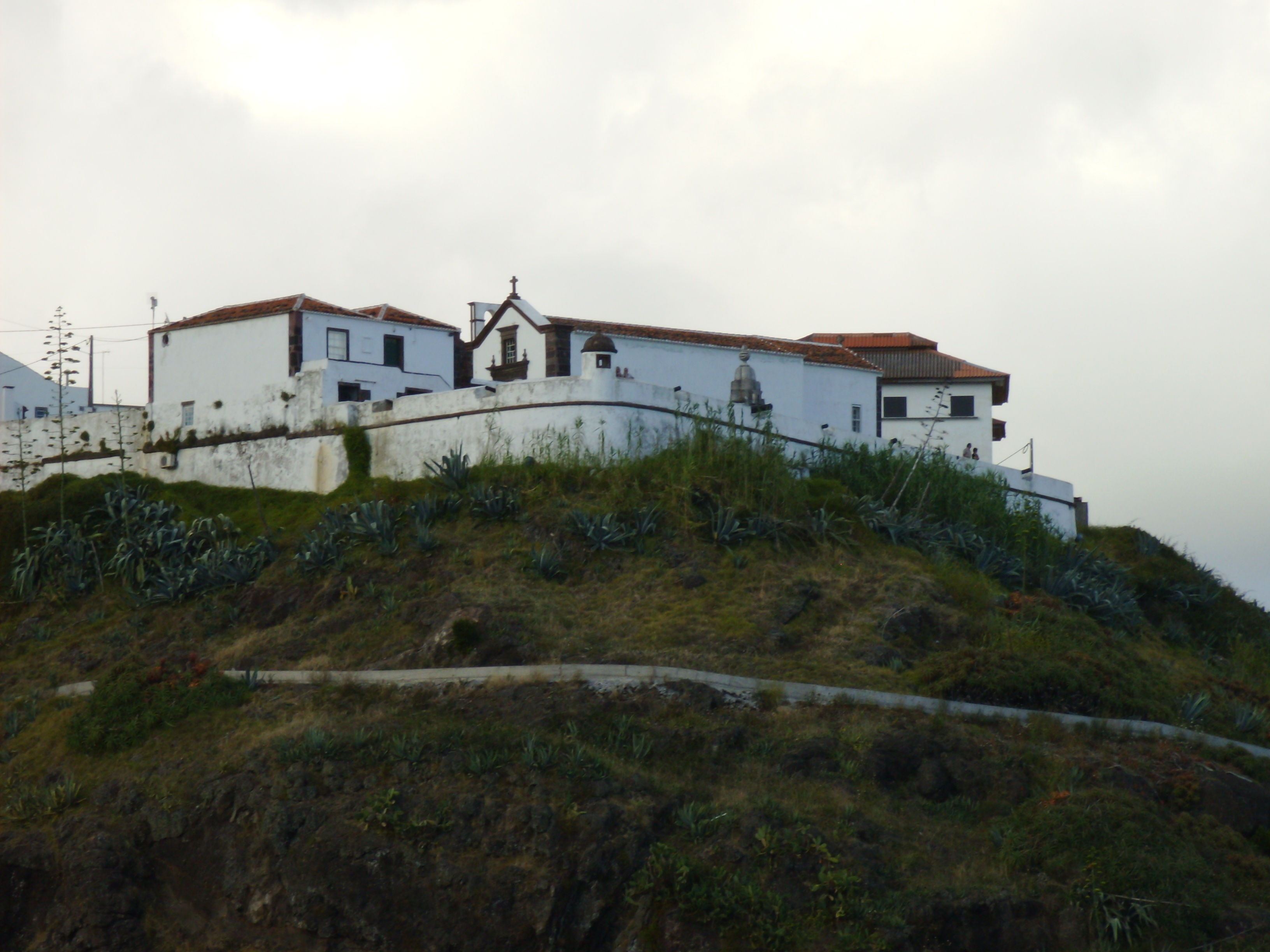
Forte de São Brás über der Stadt

## Verwaltung

### Kreis Vila do Porto
Vila do Porto ist Sitz eines gleichnamigen Kreises (Município). Dieser Kreis umfasst die gesamte Fläche der Insel Santa Maria. Sein höchster Punkt liegt auf 587 m (Pico Alto). Die 36 km nordöstlich der Insel Santa Maria gelegenen Formigas werden von der Hafenbehörde in Vila do Porto verwaltet.
Die folgenden Gemeinden gehören zum Kreis Vila do Porto:

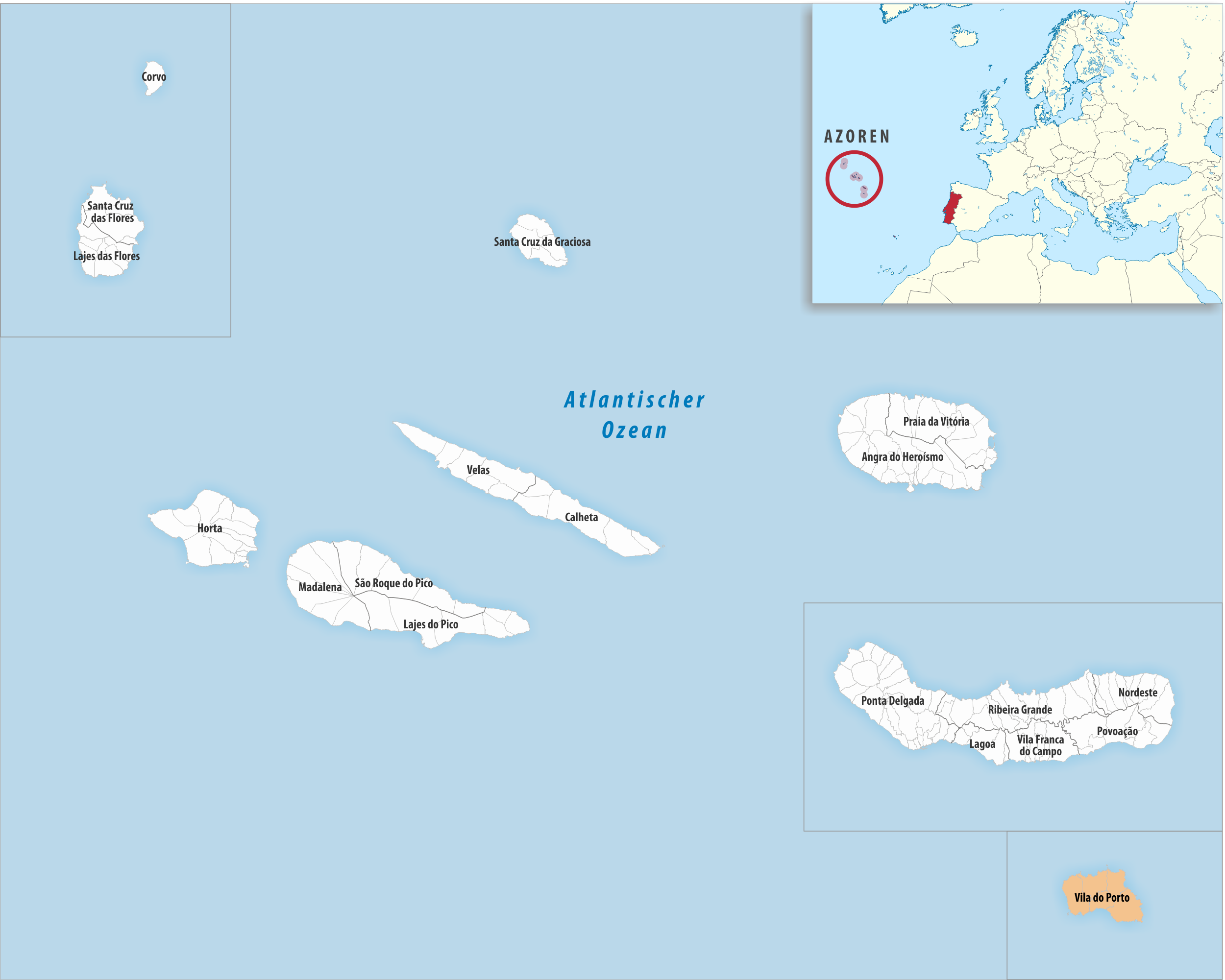
Kreis Vila do Porto

| Gemeinde            | Einwohner (2021) | Fläche km² | Dichte Einw./km² | LAU- Code |
| ------------------- | ---------------- | ---------- | ---------------- | --------- |
| Almagreira          | 616              | 11,22      | 55               | 410101    |
| Santa Bárbara       | 370              | 15,27      | 24               | 410102    |
| Santo Espírito      | 597              | 26,68      | 22               | 410103    |
| São Pedro           | 812              | 18,17      | 45               | 410104    |
| Vila do Porto       | 3.011            | 25,55      | 118              | 410105    |
| Kreis Vila do Porto | 5.406            | 96,89      | 56               | 4101      |

### Bevölkerungsentwicklung
| Einwohnerzahl im Kreis Vila do Porto (1849–2011) |       |       |       |        |       |       |       |       |       |
| Jahr                                             | 1849  | 1900  | 1930  | 1960   | 1981  | 1991  | 2001  | 2004  | 2011  |
| Einwohner                                        | 5.647 | 6.359 | 7.158 | 13.233 | 6.500 | 5.922 | 5.578 | 5.511 | 5.552 |

### Kommunaler Feiertag
- 24. Juni

### Städtepartnerschaften
- Portugal: Vila Franca do Campo
- Vereinigte Staaten: Hudson (Massachusetts)[5]

## Söhne und Töchter der Stadt
- António de Sousa Braga (1941–2022), Bischof von Angra
- Maria Manuela Freitas Bairos (* 1962), Diplomatin
- Youssef Chermiti (* 2004), tunesisch-portugiesischer Fußballspieler, portugiesischer Jugend-Nationalspieler